# Генлик
Генлик (азерб. Genlik) — село в административно-территориальном округе города Зангелан Зангеланского района Азербайджана. Село расположено на берегу реки Охчучай.

## История
По данным «Свода статистических данных о населении Закавказского края, извлеченных из посемейных списков 1886 года», в селе Генлых Пирчеванского сельского округа Зангезурского уезда Елизаветпольской губернии было 83 дыма и проживало 318 азербайджанцев (в источнике — «татар») шиитского вероисповедания. Всё население являлось владельческими крестьянами.
В ходе Первой карабахской войны, в 1993 году село было занято армянскими вооружёнными силами, и до октября 2020 года находилось под контролем непризнанной НКР. 22 октября 2020 года, в ходе Второй карабахской войны, президент Азербайджана объявил об освобождении села Генлик вооружёнными силами Азербайджана.